# اچ‌ام‌ای‌اس گلدستون (جی۳۲۴)
اچ‌ام‌ای‌اس گلدستون (جی۳۲۴) (به انگلیسی: HMAS Gladstone (J324)) یک کشتی بود که طول آن ۱۸۶ فوت (۵۷ متر) بود. این کشتی در سال ۱۹۴۲ ساخته شد.